# جون غوردون (معلق رياضي)
جون غوردون (بالإنجليزية: John Gordon)‏ هو معلق رياضي أمريكي، ولد في 7 يوليو 1940.